# شارلوت شفیلد
 شارلوت شفیلد (انگلیسی: Charlotte Sheffield؛ زادهٔ ۱ ژانویه ۱۹۳۷) مانکن و ملکه زیبایی اهل آمریکا است. او به نمایندگی از یوتا در مراسم ملکه زیبایی ایالات متحده آمریکا ۱۹۵۷ شرکت کرد و بعد از اینکه برنده اصلی مراسم مری لئونا گیج از مریلند انصراف داد برنده اصلی مسابقه شد.